# Splot żylny sterczowy

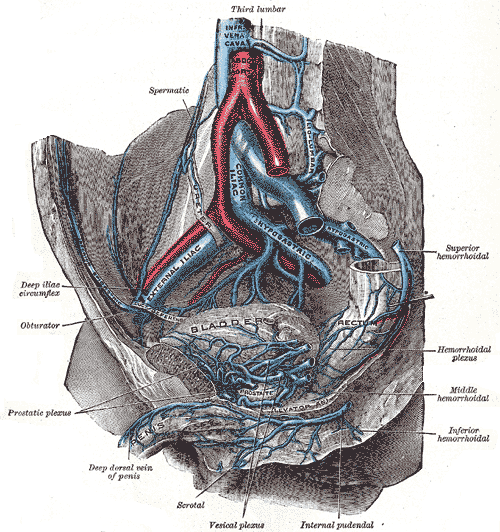
Żyły prawej połowy miednicy mężczyzny. Splot żylny sterczowy podpisany Prostatic plexus

Splot żylny sterczowy (łac. plexus venosus prostaticus) – w anatomii człowieka splot żylny zbierający krew z gruczołu krokowego powstający z naczyń żylnych miąższu prostaty i z którego krew uchodzi do żyły biodrowej wewnętrznej.

## Przebieg
Nieparzysty splot żylny sterczowy leży zaotrzewnowo ku tyłowi od dolnej części spojenia łonowego oraz więzadła łukowatego łonowego bocznie od więzadeł łonowo-sterczowych. Powstaje z naczyń żylnych miąższu gruczołu krokowego, które przechodzą przez powięź i łączą się w splot obejmujący go dookoła pomiędzy torebką prawdziwą a rzekomą. Splot żylny sterczowy uchodzi do żyły biodrowej wewnętrznej. 

## Odpowiadający splot u kobiet
Odpowiadający splot u kobiet położony jest pomiędzy łukiem łonowym a pęcherzem moczowym i cewką moczową. 

## Dopływy

### Dopływy u mężczyzn
- żyły pęcherzyków nasiennych
- żyła grzbietowa prącia

### Dopływy u kobiet
Brak dopływów. 

## Zespolenia
- splot żylny odbytniczy
- splot żylny pęcherzowy
- żyła sromowa wewnętrzna
- splot żylny krzyżowy

## Zastawki
Splot żylny sterczowy nie ma zastawek. 